# San Martino ai Pelamantelli
San Martino ai Pelamantelli, även benämnd San Martino de Panerella, var en kyrkobyggnad i Rom, helgad åt den helige Martin av Tours. Kyrkan var belägen i Rione Regola, vid dagens Piazza del Monte di Pietà. ”Pelamantelli” syftar på de kardare som levde och verkade i området.

## Kyrkans historia
Kyrkan nämns i en bulla promulgerad 1186 av påve Urban III och uppräknas där bland filialerna till församlingskyrkan San Lorenzo in Damaso. Kyrkan återfinns även i Catalogo di Cencio Camerario, en förteckning över Roms kyrkor sammanställd av Cencio Savelli år 1192 och bär där namnet sco. Martino de Pannarella. Kyrkan kallades även för San Martinello (diminutiv av Martino) på grund av sin lilla skala.
År 1220 hade kyrkobyggnaden förfallit och blev då restaurerad på uppdrag av munken Gualterio från Rieti. Kyrkan var församlingskyrka under medeltiden, men detta privilegium drogs in under slutet av 1500-talet. År 1604 överläts kyrkan åt  Arciconfraternita della Dottrina Cristiana, ett brödraskap som särskilt betonade katekesundervisning. Året därpå lät påve Leo XI bygga om kyrkan och skänkte två målningar: Agostino Ciampellis Jesus uppenbarar sig för den helige Martin samt Jesus med lärarna i templet. År 1746 anmodade påve Benedictus XIV brödraskapet att flytta från den ånyo fallfärdiga San Martino till Santa Maria del Pianto, dit man flyttade kyrkans mest dyrbara inventarier samt de två omnämnda målningarna. San Martino förlänades åt det brödraskap som innehade San Giacomo dei Spagnoli.
Kyrkan San Martino ai Pelamantelli revs i september 1747. Vid demoleringen av kyrkan påträffades under byggnaden människoben, bojor, spikar och olika tortyrredskap. Man drog då slutsatsen att det rörde sig om kvarlevorna efter människor som lidit martyrdöden och förde dessa till San Giacomo dei Spagnoli.

## Bilder

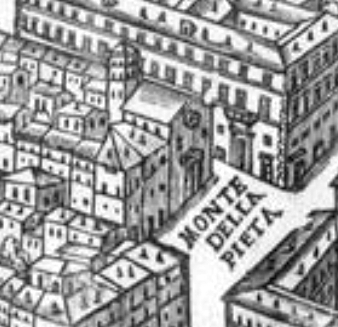
San Martino ai Pelamantelli på Maggis, Maupins och Losis Rom-karta från år 1625.